# Али Самарканди
Али́ Акба́р Суфи́ Самарканди́ (перс. علي اکبر صوفی سمرقندي‎), более известный как Али́ Самарканди́ (перс. علي سمرقندي‎) — видный среднеазиатский шиитский богослов, худжат-уль-ислам. 
Родился в первой половине XIX века в Самарканде. Его отцом являлся видный шиитский богослов Али Реза Суфи, предки которого были родом из Хорасана. Али Акбар получил начальное образование в одном из шиитских медресе Самарканда. В юном возрасте вместе с отцом и дядей совершил Хадж. По дороге в Аравию, посетил такие священные для всех мусульман города как Бухара, Мешхед, Нишапур, Сабзевар, Исфахан, Шираз и Кербелу. Через год, вместе с отцом уехал на паломничество в Кербелу в священный для шиитов месяц мухаррам для участия в траурных мероприятиях Ашура. Во время возвращения из Кербелы, вместе с отцом остановился в городе Кум. В этом городе, его отец оставил молодого Али для учёбы в одном из крупнейших медресе Кума, под руководством видного шиитского богослова. Через несколько лет, после окончания учёбы в медресе, Али начал преподавать в одном из медресе Кума и получил нисбу Самарканди. Через некоторое время уехал в Мешхед и жил там несколько месяцев. После этого решил вернуться в родной город и прибыл в Самарканд. К тому времени его родной город был захвачен Российской империей и включен в ее состав. Из-за этого, Али Самарканди уехал в Бухару, где остался жить всю оставшуюся жизнь. Являлся одним из главных шиитских богословов Бухары, с титулом худжат-уль-ислам. Умер в конце XIX века в Бухаре, похоронен там же.